# Hrozny hněvu
Hrozny hněvu, v anglickém originále The Grapes of Wrath, je román od Johna Steinbecka, vydaný roku 1939. V roce 1940 získal román Pulitzerovu cenu a je velmi známý nejen v USA. V tom samém roce byla také natočena jeho filmová podoba, již zrežíroval John Ford a kde hlavní roli ztvárnil Henry Fonda.

## Děj románu
Děj se odehrává v období hospodářské krize a popisuje osudy rodiny chudých zemědělců Joadů. Ti byli vyhnáni z pronajaté půdy a odešli za prací do Kalifornie, po cestě však umírají babička s dědečkem. Ani po příjezdu do Kalifornie však jejich útrapy nekončí, práce je málo a přistěhovalců příliš. Jsou tedy nuceni žít ve velmi nuzných podmínkách. Stěhují se z jedné farmy na druhou a rodina se postupně rozpadá, čemuž se ale snaží zabránit máma Joadová. Na konci příběhu porodí její dcera Róza mrtvé dítě a strhne se strašlivý déšť, kvůli kterému se musí rodina přesunout z vagónu, ve kterém žili, do nedalekého stavení. Róza pak mateřským mlékem zachrání hladem umírajícího muže, jenž dal všechno jídlo svému synovi.
Vyprávění začíná z pohledu Toma Joada poté, co je propuštěn z vězení, ve kterém byl pro vraždu. Na svém putování domů potkává kazatele Jima Casyho, na kterého si vzpomíná z dětství, a dále cestují spolu. Když dorazí na Tomovu rodnou farmu, najdou ji zpustlou. Zmatení a zklamaní jdou ke strýci Janovi pár mil odtud. Najdou tam Tomovu rodinu nakládající nákladní vůz Hudson všemi věcmi, které mají. Zjišťuje, že úrodu zničilo sucho a Joadovi byli nuceni přestat platit dávky a opustit půdu. Joadovi hledají útočiště s nadějí na hezkou budoucnost v Kalifornii. Tam je poptávka po 800 česáčích a prý se vyplácejí vysoké mzdy – to říkají letáčky, které jsou distribuovány po celé Oklahomě. Joadovi společně s Jimem Casym jsou svedeni touto iluzí a investují vše, co mají, do cesty do Kalifornie. Opuštění Oklahomy pro Toma v podmínce znamená porušení zákona, ale rozhodne se jet s rodinou.
Na cestě zjistí, že silnice jsou plné rodin, které také míří do Kalifornie se stejnou vidinou. Jak Joadovi pokračují v cestě do Kalifornie a slyší příběhy od ostatních, z nichž někteří se z Kalifornie vracejí, jsou nuceni čelit možnosti, že jejich vyhlídky nemusí být takové, jaké očekávali. Dědeček a babička na cestě zemřou. Zmizí Connie, manžel těhotné Růže Sáronské, Joadovy dcery. Noah, nejstarší Joadův syn, se u řeky rozhodne rodinu opustit. Rodina musí v cestě pokračovat, protože nemá jinou možnost.
Po příjezdu vidí mnoho uchazečů o jakoukoli práci s malou nadějí, že dostanou přiměřenou mzdu kvůli nadbytku pracovní síly, chybějících zákonech a konspiraci velkých místních farmářů. Tragédie spočívá v jednoduchosti a nemožnosti jejich snu: domu, rodiny a stálého zaměstnání. Jiskřičkou naděje je Weedpath, kemp zřízený místní vládou – přistěhovaleckou administrativou – agenturou New Deal, která se snaží pomáhat přistěhovalcům. Ale Jim Rawley, správce tábora, nemá dost peněz a místa aby se postaral o všechny.
Pracující začínají zakládat odbory. Rodina pracuje nevědomky na plantáži, na které se lidé zúčastní stávky, která se strhne v násilí, kazatel Casy je zabit a Tom Joad je nucen znovu zabít a stát se psancem. Rozloučí se s matkou a slíbí, že, kdekoli bude, bude neúnavným zastáncem utlačovaných. Dítě Růže Sáronské se narodí mrtvé. Matka Joadová ovšem zůstane neochvějná a dodává rodině sílu přenést se přes tuto ztrátu. Nakonec Růže Sáronská nakojí hladovějícího muže, který dal všechno jídlo synovi, stále se snažíc ukázat víru v lidskost i přes vlastní negativní zkušenosti.
Je ukázáno spontánní společenské sdílení a vzájemná pomoc vedoucí k novému uvědomění si kolektivních hodnot.

## Filmová adaptace
- Hrozny hněvu, film USA, 1940, 128 min. Režie John Ford, hrají Henry Fonda, Jane Darwell, John Carradine, Charley Grapewin, Dorris Bowdon, Russell Simpson, Eddie Quillan, Frank Darien, Darryl Hickman, Ward Bond, George P. Breakston, Mae Marsh.[1][2]